# 共青农村居民点 (帕拉索夫卡区)
共青农村居民点（俄语：Комсомольское сельское поселение）是俄罗斯联邦伏尔加格勒州帕拉索夫卡区所属的一个农村居民点。其下辖有1个居民点，行政中心为共青镇。据2016年统计，该农村居民点的人口为1277人。